# Nadežda Dmitrievna Subbotina
Nadežda Dmitrievna Subbotina, in russo Надежда Дмитриевна Субботина? (Izmalkovo, 1855 – Mosca, dopo il 1930), è stata una rivoluzionaria russa.

## Biografia
Di famiglia nobile, era figlia del proprietario terriero Dmitrij Subbotin e di Sof'ja Iovskaja. Frequentò il Primo ginnasio femminile di Mosca e nel 1873 si trasferì con la madre in Svizzera dove seguì le lezioni di filosofia nell'Università di Zurigo.
Qui aderì al circolo femminile Fričej, formato da studentesse russe allineate sulle posizioni del populismo rivoluzionario. Conosciuto Pëtr Lavrov, lavorò nella redazione della sua rivista « Vperëd ». Nel 1874 ritornò nel villaggio natale di Izmalkovo, svolgendo propaganda anti-governativa tra i contadini. Poi a Orël conobbe il rivoluzionario Pëtr Zaičnevskij, lì confinato, e con Lidija Figner si trasferì a Tetjuši.
Fu arrestata a Kazan' il 23 settembre 1874 per aver diffuso libri proibiti tra le alunne delle scuole femminili di Orel. Scarcerata nell'estate del 1875, si trasferì a Odessa, dove continuò la sua attività di propaganda rivoluzionaria e a Mosca entrò a far parte dell'Organizzazione socialrivoluzionaria panrussa. Arrestata il 7 agosto e rinchiusa nel carcere della Butyrska, partecipò a una rivolta dei prigionieri causata dalle dure condizioni di detenzione.
Fu trasferita a San Pietroburgo e imputata nel processo dei 50. Il 14 marzo 1877 il tribunale la condannò a sei anni di deportazione in Siberia. In settembre fu condotta a Narym, nell'oblast' di Tomsk, poi a Kujbyšev, nell'oblast' di Novosibirsk e infine, nel luglio del 1880, a Tomsk, dove sposò il compagno di deportazione Stepan Mokievskij-Zubkov.
Fu arrestata il 7 gennaio 1881 perché il suo nome fu trovato in una lista clandestina di persone incaricate di assistere gli esuli. Nel 1889 poté far ritorno nella Russia europea. Dopo la caduta dello zarismo, divenne un membro della Società degli ex detenuti ed esuli politici, costituita nel 1921 per raccogliere documenti, testimonianze e memorie del passato rivoluzionario russo.